# Nitro-Bickford
Pour les articles homonymes, voir Bickford.
Nitro-Bickford est une marque de produits de minage, propriété d'Epc France (Explosifs et Produits Chimiques).

## Historique
Nitro-Bickford était un GIE créé par Nitrochimie (leader français en matière de production d'explosifs civils) et Davey Bickford (qui compte parmi les premiers producteurs de systèmes d’amorçage en Europe).
Le Groupe Epc (Explosifs et Produits Chimiques) a repris le 1er septembre 2010 les rênes du GIE qui le liait depuis 37 ans avec Davey Bickford.
En 2011, les activités commerciales et techniques de Nitro-Bickford ont été fusionnées avec Epc.
Explosifs et Produits Chimiques est spécialisé dans la fabrication et la mise en œuvre d'explosifs : fabrication d'explosifs à usage civil, prestations de forage et de minage d'explosifs, démolition d'explosifs, vente de produits de scellement.
Epc est une entreprise cotée en bourse de Paris (EXPL).
En 2017, le groupe a réalisé 329 millions d'euros de chiffre d'affaires et emploie 2 112 collaborateurs.
Le groupe est contrôlé par la société Ej Barbier, le holding de la famille Chatel de Raguet de Brancion, présidée par la juriste Jaqueline Dutheil de la Rochère.

## Actionnaires
Mise à jour fin 2018
| Ej Barbier SA                              | 113 603 | 67,5% |
| Allan B. Green                             | 17 040  | 10,1% |
| Société Explosifs et Produits Chimiques SA | 16 102  | 9,56% |
| HMG Finance SA                             | 0       | -     |

## Risques
- Risque Seveso